# La Vallée des tempêtes
Pour les articles homonymes, voir Tempête (homonymie).
La Vallée des tempêtes (Tornado Valley) est un téléfilm américain réalisé par Andrew C. Erin (en) et diffusé en 2009.

## Synopsis
Liz et Ellie McAdams ne sont que des enfants lorsque leur maman est emportée par une tornade. Vingt-cinq ans plus tard, Liz présente la météo sur une chaîne de télévision locale. Lors d'un important congrès de météorologie, elle retrouve son ex-mari, Matt, qui travaille sur un système de radar révolutionnaire permettant de prévoir l'itinéraire d'une tempête. Bientôt, une tornade folle menace la région. Matt et Liz vont devoir s'unir pour sauver ceux qu'ils aiment, notamment leur fille Becky...

## Fiche technique
- Scénario : Andrew C. Erin (en) et Aaron Kim Johnston
- Durée : 87 min
- Pays :  États-Unis

## Distribution
- Meredith Monroe (V. F. : Barbara Delsol): Liz McAdams
  - Jessica McLeod : Liz McAdams jeune
- Cameron Bancroft : Matt McAdams
- Pascale Hutton (V. F. : Pamela Ravassard) : Ellie Wilson
  - Emma Karwandy : Ellie Wilson jeune
- Rachel Pattee : Becky McAdams
- Duncan Fraser (V. F. : Michel Paulin) : Hank Wilson
  - Mark Pawson (V. F. : Fabien Jacquelin) : Hank Wilson jeune
- Ashley Michaels (V. F. : Maïté Monceau) : Nora
- Christine Chatelain : Helen
- Shaun Benson : Bobby
- Garry Chalk : Vince Johnson
- Eileen Pedde : Colleen
- Ashley Harry : Jeune Nora
- Peter Abrams (de) : Gerry
- Keith Martin Gordey : Frank Fry
- Brad Williams : Dean Jenkins
- Derek Green (V. F. : Michel Larouissi) : Doug Mitchell